# McGillova univerzita
McGillova univerzita (anglicky McGill University) je kanadská veřejná univerzita sídlící v Montrealu v provincii Quebéc. Byla založena v roce 1821. V roce 2022 zde studovalo více než 39 000 studentů.
Nese jméno obchodníka a filantropa Jamese McGilla (1744–1813).

## Významní absolventi
nositelé Nobelovy ceny
- 1908: Ernest Rutherford (chemie)
- 1921: Frederick Soddy (chemie)
- 1944: Otto Hahn (chemie)
- 1977: Andrew Schally (lékařství)
- 1980: Val Fitch (fyzika)
- 1981: David H. Hubel (lékařství)
- 1992: Rudolph Arthur Marcus (chemie)
- 2009: Willard Boyle (fyzika)
- 2009: Jack Szostak (lékařství)
- 2011: Ralph Steinman (lékařství)
- 2014: John O'Keefe (lékařství)